# Suavemente (chanson de Soolking)
Pour la version originale d'Elvis Crespo, voir Suavemente
Singles de Soolking
Lela
(2021) Askim
(2022)
Clip vidéo
[vidéo] « Suavemente », sur YouTube
Suavemente est un single du chanteur algérien Soolking sorti le 23 février 2022, extrait de son troisième album Sans visa. 
Adaptation française du succès éponyme d'Elvis Crespo sorti en 1998, la chanson culmine à la première place classement des singles en France,.
Un remix avec le chanteur italien Boro Boro est sorti le 22 avril 2022.

## Accueil
En France, Suavemente se classe à la 18e place du classement général du SNEP le 4 mars 2022, lors de sa première semaine. C'est la meilleure entrée radio de la semaine du 6 mars.
Le 19 avril 2022, le morceau est certifié single d'or en France, par le SNEP. Puis le 23 mai 2022, il obtient le single de platine en cumulant plus de 30 000 000 de streams. Deux mois plus tard, il est certifié single de diamant avec plus de 50 000 000 de streams.

## Clip vidéo
Le clip a été tourné dans les rues du quartier Saint-Jacques à Perpignan, d'où provient l'influenceur Nasdas que l'on peut également apercevoir avec son équipe. Il est sorti le même jour que la sortie du single. Il atteint le million de vues en 10 jours.

## Liste des pistes

### Suavemente
| 1. | Suavemente | 2:39 |

### Suavemente Remix(feat.Boro Boro)
| 1. | Suavemente Remix (feat. Boro Boro) | 2:37 |

## Classements et certifications
| Classements (2022)                      | Meilleure position |
| --------------------------------------- | ------------------ |
| Belgique (Flandre Ultratop 50 Singles)  | 22                 |
| Belgique (Wallonie Ultratop 50 Singles) | 5                  |
| Canada (Adult Contemporary)             | 39                 |
| France (SNEP)                           | 1                  |
| Italie (FIMI)                           | 17                 |
| Pays-Bas (Nederlandse Top 40)           | 25                 |
| Suisse (Schweizer Hitparade)            | 6                  |

| Classements (2022)                      | Position |
| --------------------------------------- | -------- |
| Belgique (Flandre Ultratop 50 Singles)  | 114      |
| Belgique (Wallonie Ultratop 50 Singles) | 12       |
| Italie (FIMI)                           | 63       |

### Certifications
| Pays           | Certification | Date            | Ventes     |
| -------------- | ------------- | --------------- | ---------- |
| France (SNEP)  | Diamant       | 14 juillet 2022 | 50 000 000 |
| Belgique (BEA) | Platine       | 5 décembre 2022 | 20 000     |